# Псевдотсуга
Дуґласія, також псевдотсу́га чи псевдоцуга чи  (Pseudotsuga) — рід хвойних дерев родини соснових. 
Існують 4–6 видів, три в західній Північній Америці та Мексиці і два-три у Східній Азії. Також згадується як «ялиця Дуґласа», але ця назва може стосуватись лише дуґласії тисолистої (P. menziesii). У 19-му столітті ботаніки не могли класифікувати це дерево через його схожість з деякими іншими хвойними деревами, краще відомими у той час: вони іноді класифікувалися в до родів сосна (Pinus), ялина (Picea), ялиця (Abies), тсуга (Tsuga), і навіть секвоя (Sequoia). Через відмітні шишки, дуґласія була остаточно розміщена в новому роді Pseudotsuga (тобто «фальшива тсуга») французьким ботаніком Кар'єром у 1867 році. У Європі вирощується чи натуралізований один вид — дуґласія тисолиста (Pseudotsuga menziesii).